# كدمة آل بوبكر

تعديل مصدري - تعديل

كدمة آل بوبكر الجبيلي هي إحدى قرى عزلة جعار بمديرية خنفر التابعة لمحافظة أبين، بلغ تعداد سكانها 25 نسمة حسب تعداد اليمن لعام 2004.